# Lenartovce
Lenartovce, ungarisch Lénártfalva (1927–1948 slowakisch Linhartovce, bis 1927 Linkartovce) ist eine Gemeinde in der Süd-Mitte der Slowakei mit 568 Einwohnern (Stand 31. Dezember 2024), die im Okres Rimavská Sobota, einem Kreis des Banskobystrický kraj liegt und zur Landschaft Gemer gezählt wird.

## Geographie

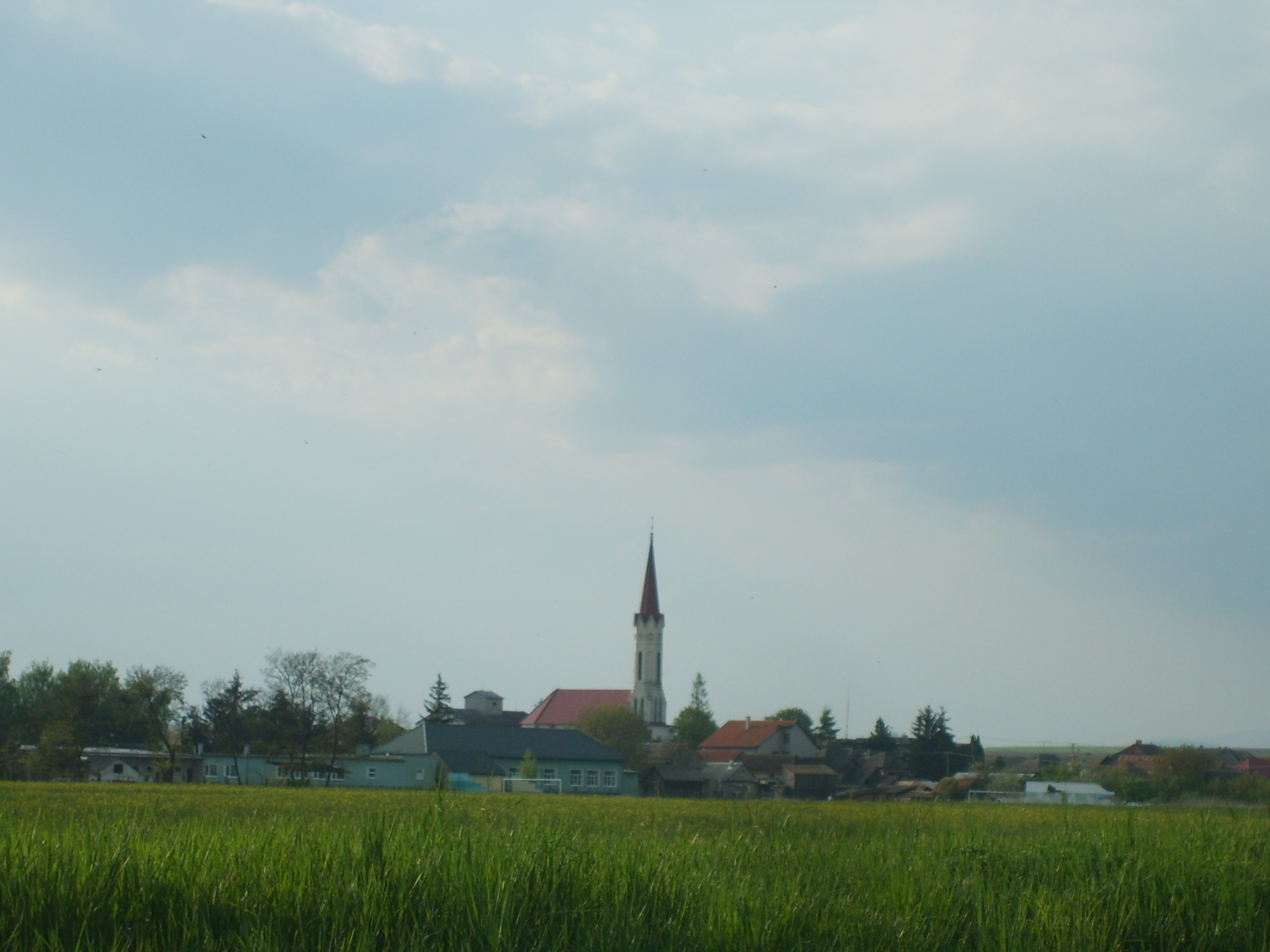
Ansicht von Lenartovce

Die Gemeinde befindet sich im Südosten des Talkessels Rimavská kotlina (Teil der Juhoslovenská kotlina) kurz vor der Einmündung der Rimava in die Slaná, fast direkt an der ungarischen Grenze. Das Ortszentrum liegt auf einer Höhe von 155 m n.m. und ist elf Kilometer von Putnok (H), 17 Kilometer von Tornaľa sowie 29 Kilometer von Rimavská Sobota entfernt.
Nachbargemeinden sind Chanava im Norden, Abovce im Nordosten, Bánréve und Sajópüspöki (beide in Ungarn) im Osten, Vlkyňa im Süden und Číž im Westen.

## Geschichte
Der Ort entstand im 13. Jahrhundert auf dem damaligen Gebiet von Chanava und wurde zum ersten Mal 1364 als Kishamva schriftlich erwähnt. Weitere historische Namen sind Kishanua (1374), Kis Hanva alias Miklosfalva (1379), Lenarthfalwa (1423) und Lenarthffalwa aliter Kysabaffalwa (1577). Gutsherren stammten aus den Familien Lenártfalvy, ab dem 16. Jahrhundert Abaffy. 1566 wurde das Dorf von den Türken verwüstet. 1828 zählte man 74 Häuser und 595 Einwohner, die in der Landwirtschaft beschäftigt waren.
Bis 1918/1919 gehörte der im Komitat Gemer und Kleinhont liegende Ort zum Königreich Ungarn und kam danach zur Tschechoslowakei beziehungsweise heute Slowakei. Somit wurde der damals auf Slowakisch noch Linkartovce genannte Ort zum Grenzort. Im Ort wurde an der Bahnstrecke Miskolc-Tiszai–Fiľakovo ein Grenzbahnhof gebaut, der seitdem auch als Anschlussbahnhof für die Bahnstrecke Bánréve–Dobšiná dient.
Zwischen 1938 und 1944 lag der Ort aufgrund des Ersten Wiener Schiedsspruches noch einmal in Ungarn.

## Bevölkerung
| Jahr                | 1994 | 2004    | 2014    | 2024    |
| ------------------- | ---- | ------- | ------- | ------- |
| Anzahl der Personen | 508  | 550     | 549     | 568     |
| Unterschied         |      | +8,26 % | −0,18 % | +3,46 % |

| Jahr                | 2023 | 2024    |
| ------------------- | ---- | ------- |
| Anzahl der Personen | 560  | 568     |
| Unterschied         |      | +1,42 % |

Gemäß der Volkszählung 2011 wohnten in Lenartovce 543 Einwohner, davon 507 Magyaren, 20 Slowaken, acht Roma und ein Deutscher. Sieben Einwohner machten keine Angabe. 366 Einwohner bekannten sich zur römisch-katholischen Kirche, 152 Einwohner zur reformierten Kirche, drei Einwohner zur evangelisch-methodistischen Kirche, zwei Einwohner zur tschechoslowakisch-hussitischen Kirche und ein Einwohner zur griechisch-katholischen Kirche; neun Einwohner bekannten sich zu einer anderen Konfession. Drei Einwohner waren konfessionslos und bei 16 Einwohnern wurde die Konfession nicht ermittelt.